# 尼崎市立杭瀬小学校
尼崎市立杭瀬小学校（あまがさきしりつ くいせしょうがっこう）は、兵庫県尼崎市にある公立小学校。

## 年表

### 旧校
- 1925年（大正14年）4月1日 - 小田第三小学校の名称で創立[1]。
- 1936年（昭和11年）4月1日 - 小田村が尼崎市と合併し、杭瀬小学校となる。
- 1941年（昭和16年）4月1日 - 国民学校令により、杭瀬国民学校となる。
- 1947年（昭和22年）4月1日 -  学校改革により、尼崎市立杭瀬小学校となる。
- 1951年（昭和26年） - 戦後児童数増大に伴う教室不足による二部授業(午前の部・午後の部)を解消するために、常光寺地区に市立常光寺小学校を設置・分離した。
- 1966年（昭和41年）3月31日 - 創立40周年記念式典。講堂兼体育館落成。校歌制定（作詞：片元静也、作曲：津田貞臣[2]）
- 2006年（平成18年）3月31日 - 児童数減少により常光寺小学校と合併し、閉校。

### 新校
- 2006年（平成18年）
  - 4月1日 - 旧杭瀬小学校と隣地区の旧常光寺小学校が合併統合し、新しく尼崎市立杭瀬小学校として開校[3]。なお、この時点では、校舎は、旧常光寺小学校を仮校舎として使用。
  - 4月5日 - 開校式挙行[3]。
  - 11月10日 - この日と翌日の2日間、統合記念音楽会開催[3]。
- 2008年（平成20年）
  - 年度内 - 新校舎が旧杭瀬小学校の跡地に完成し、移転。
  - 6月28日 - 新校舎落成記念式典挙行[3]。
- 2009年（平成21年）1月19日 - この日から3月9日まで、運動場改修工事実施[3]。
- 2015年（平成27年）10月31日 - 90周年事業記念式典挙行[3]。
- 2017年（平成29年）10月30日 - 空調設備整備工事完成[3]。

## 通学区域と進学先中学校
出典

### 通学区域
- 常光寺1丁目
- 常光寺2丁目
- 常光寺3丁目
- 常光寺4丁目
- 今福1丁目
- 今福2丁目
- 杭瀬本町1丁目（10〜27番）
- 杭瀬本町2丁目
- 杭瀬寺島1丁目
- 杭瀬寺島2丁目
- 杭瀬北新町1丁目
- 杭瀬北新町2丁目
- 杭瀬北新町3丁目（13番(10～18号)、15番、17～19番、20番(21～47号)）
- 長洲東通1丁目（9番(20～28号)、11番、12番、15番）
- 長洲東通2丁目（1～5番）

### 進学先中学校
公立中学校に進学する場合
- 尼崎市立小田中学校

## 周辺
- 尼崎市立杭瀬児童ホーム - 同一敷地内
- 尼崎市立杭瀬公園 - 校地南東側に敷地が隣接。
- 尼崎市立常光寺南公園
- 尼崎市消防局東消防署常光寺出張所

## 交通アクセス
- 阪神バス「12」・「24」・「50-2」の各系統で、「杭瀬団地」停留所下車後、徒歩1分。
- 阪神電鉄本線杭瀬駅より、
  - 徒歩8分。
  - 上述の阪神バスに乗車し、「杭瀬団地」停留所下車後、徒歩。

## 出身者
- 中村修二（技術者・研究者）
- 的場寛一（元プロ野球選手・元社会人野球選手）

## その他
- 構造改革特区として、尼崎市の尼崎計算教育特区が認定されたことを受けて、同市のモデル校として計算科というそろばんの授業が設けられていたが、2020年度から廃止。

## 通学区域が隣接している学校
- 尼崎市立浦風小学校
- 尼崎市立長洲小学校
- 尼崎市立清和小学校
- 尼崎市立浜小学校